# Hřebenovka
Hřebenovka je druh trasy, pěšina či silnice, která vede převážně po hřebeni. 
Před vznikem udržovaných a bezpečných silničních sítí byly takové cesty z praktických důvodů hojně používány  k běžných dopravním účelům. V moderní době mají význam především v rámci turistiky, neboť vedou převážně přírodou a nejpohodlněji spojují přirozené turistické cíle – vrcholy hor a kopců, případně i horské chaty, rozhledny a podobně. Naopak dopravní cesty se v moderní době přirozeně budují spíše v údolích, kde je větší hustota lidských sídel, která propojují.

## Dopravní výhody
Důvodů, proč bylo zejména v minulosti výhodnější vést cestu po hřebeni, byla celá řada:
- V době před budováním zpevněných silnic byla hřebenová cesta přirozeně snáze průjezdná, protože hřebeny byly sušší a tak cesta méně podléhala erozi a rozbahnění
- Ve vyšších polohách byl také méně hustý porost, případně byly zcela bezlesé, takže cesta nezarůstala a lepší rozhled poskytoval lepší ochranu před přepadením ze zálohy.
- V některých typech krajiny jsou hřebeny podstatně přímější než dna údolí, která mají sklon odpovídat meandrům
- Cesta vedoucí po rozvodí navíc nepřekračuje vodní toky a tedy není závislá na brodech a mostech
- Cesta po hřebeni se někdy vyhnula poplatkům a clům vybíraným na cestách u lidských sídel v údolí.